# Peshqabz

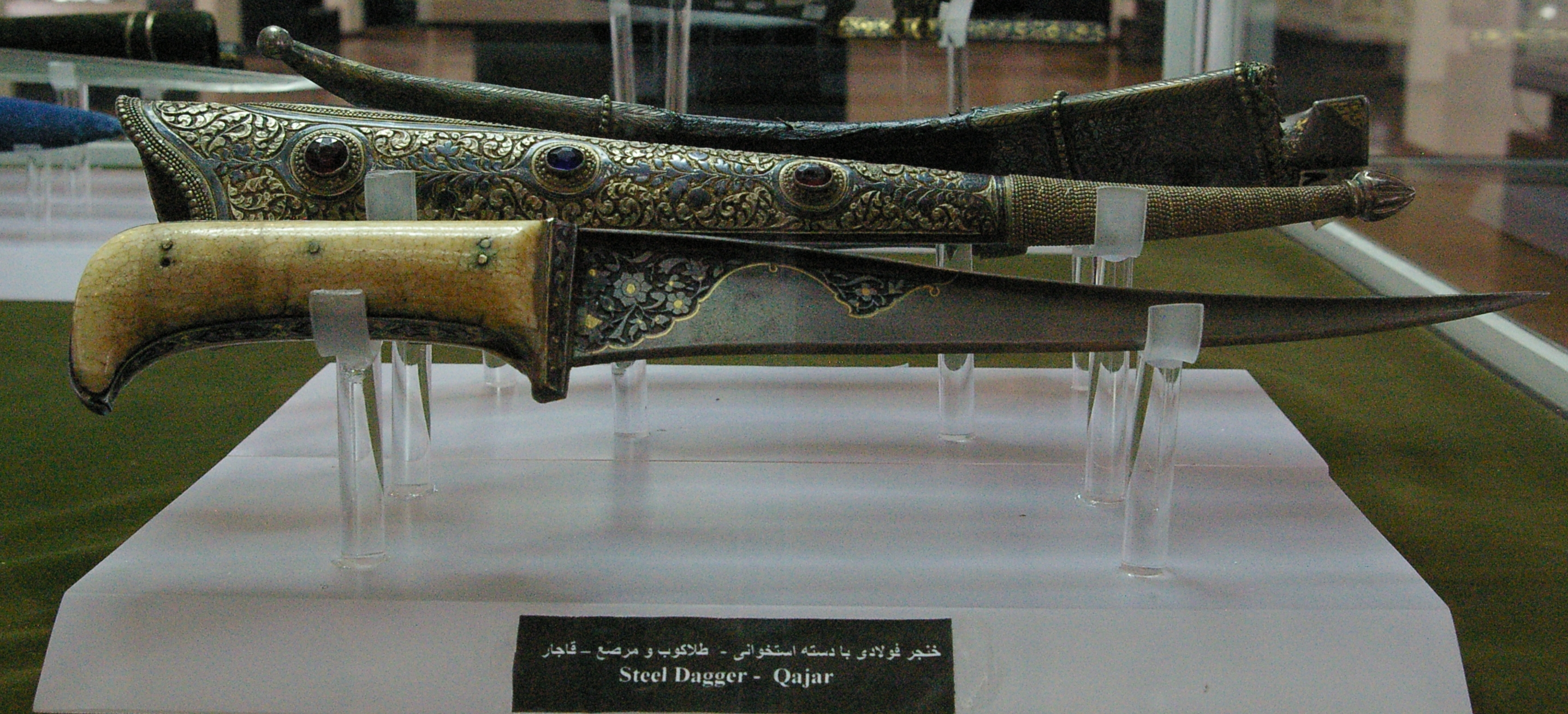
Peshqabz a lama semi-diritta - Azerbaigian, XIX secolo.

Il Peshqabz (anche Pesh-kabz, Pesh-quabz, Pesh-kabj o Pish-ghabz) fu una variante del coltello-pugnale persico-indiano Khanjar di largo uso nell'Asia Centrale sino al XIX secolo. Inizialmente simile allo sfondagiaco europeo, sviluppato per sfondare la cotta di maglia del nemico, divenne poi un coltello a lama lunga da combattimento.

## Storia
Come molte delle altre armi bianche indiane dell'epoca Moghul, anche l'origine del peshqabz data ad un momento non ben precisato del XV secolo, quando se ne diffuse l'utilizzo quale sfondagiaco per perforare le corazze di cui erano soliti servirsi sia soldati di fanteria che di cavalleria. Il principale centro di produzione indiano di questa particolare forma di pugnale era la città di Bhera, nell'odierno Pakistan.
L'arma divenne molto nota all'esercito britannico nel corso del XVIII e XIX secolo, quando venne molto frettolosamente inserita nel generico novero delle armi afghane tra i vari KK - Khyber knives. Il peshqabz aveva infatti beneficiato di una massiccia diffusione quale coltello da combattimento tra le tribù del Pashtun (Mahsud, Afridi e Shinwari). Durante le guerre anglo-afghane, l'arma era spesso utilizzata dai ribelli afghani per liquidare i soldati britannici feriti ed al medesimo impiego, questa volta ai danni dei soldati sovietici, venne destinata anche durante la Guerra in Afghanistan (1979-1989).
Oggi, il peshqabz è un'arma dal forte significato simbolico nella cultura afghana ed è attributo precipuo dell'uomo adulto, cosa questa affatto strana nei paesi musulmani(v. jambiya yemenita e suo significato simbolico-culturale).

## Costruzione
Rispetto al khanjar da cui deriva, il peshqabz ha:
- Lama più snella e più lunga (28-33 cm), monofilare, con dorso pronunciato garante di una solida sezione a "T", ricurva nei soli esemplari arcaici mentre i più recenti sono semi-curvi o diritti[3]. La punta è sempre solida, acuminata e triangolare, perfettamente studiata per penetrare la cotta di maglia del nemico[4];
- Impugnatura costituita da due placche attaccate al codolo, solitamente in avorio (di tricheco, rinoceronte o elefante) seppur non manchino esemplari con manico di metallo, legno, corno, ecc.;
- Fodero interamente realizzato in metallo o in legno coperto di cuoio.